# Fabiano de Paula
Fabiano de Paula (* 28. November 1988 in Rio de Janeiro) ist ein brasilianischer Tennisspieler.

## Karriere
Fabiano de Paula spielt hauptsächlich auf der ATP Challenger Tour und der ITF Future Tour.
Er konnte bislang vier Einzel- und fünf Doppelsiege auf der ITF Future Tour feiern. Auf der ATP Challenger Tour gewann er bis jetzt das Doppelturnier in São Leopoldo im Jahr 2012 und das Turnier in Rio Quente im Jahr 2013. Zum 10. Juni 2013 durchbrach er erstmals die Top 150 der Weltrangliste im Doppel. Seine höchste Platzierung war ein 133. Rang im Oktober 2017.

## Erfolge
| Legende (Anzahl der Siege)  |
| Grand Slam                  |
| ATP World Tour Finals       |
| ATP World Tour Masters 1000 |
| ATP World Tour 500          |
| ATP World Tour 250          |
| ATP Challenger Tour (6)     |

### Doppel

#### Turniersiege
| Nr. | Datum             | Turnier      | Belag     | Partner           | Finalgegner                     | Ergebnis          |
| --- | ----------------- | ------------ | --------- | ----------------- | ------------------------------- | ----------------- |
| 1.  | 11. November 2012 | São Leopoldo | Sand      | Júlio Silva       | Ariel Behar Horacio Zeballos    | 6:1, 7:65         |
| 2.  | 11. Mai 2013      | Rio Quente   | Hartplatz | Marcelo Demoliner | Ricardo Hocevar Leonardo Kirche | 6:3, 6:4          |
| 3.  | 20. Juni 2014     | Mohammedia   | Sand      | Mohamed Safwat    | Richard Becker Élie Rousset     | 6:2, 3:6, [10:6]  |
| 4.  | 5. November 2016  | Guayaquil    | Sand      | Ariel Behar       | Marcelo Arévalo Sergio Galdós   | 6:2, 6:4          |
| 5.  | 5. August 2017    | Biella       | Sand      | Attila Balázs     | Johan Brunström Dino Marcan     | 5:7, 6:4, [10:4]  |
| 6.  | 15. Oktober 2017  | Buenos Aires | Sand      | Ariel Behar       | Máximo González Fabrício Neis   | 7:63, 5:7, [10:8] |